# Metrosideros

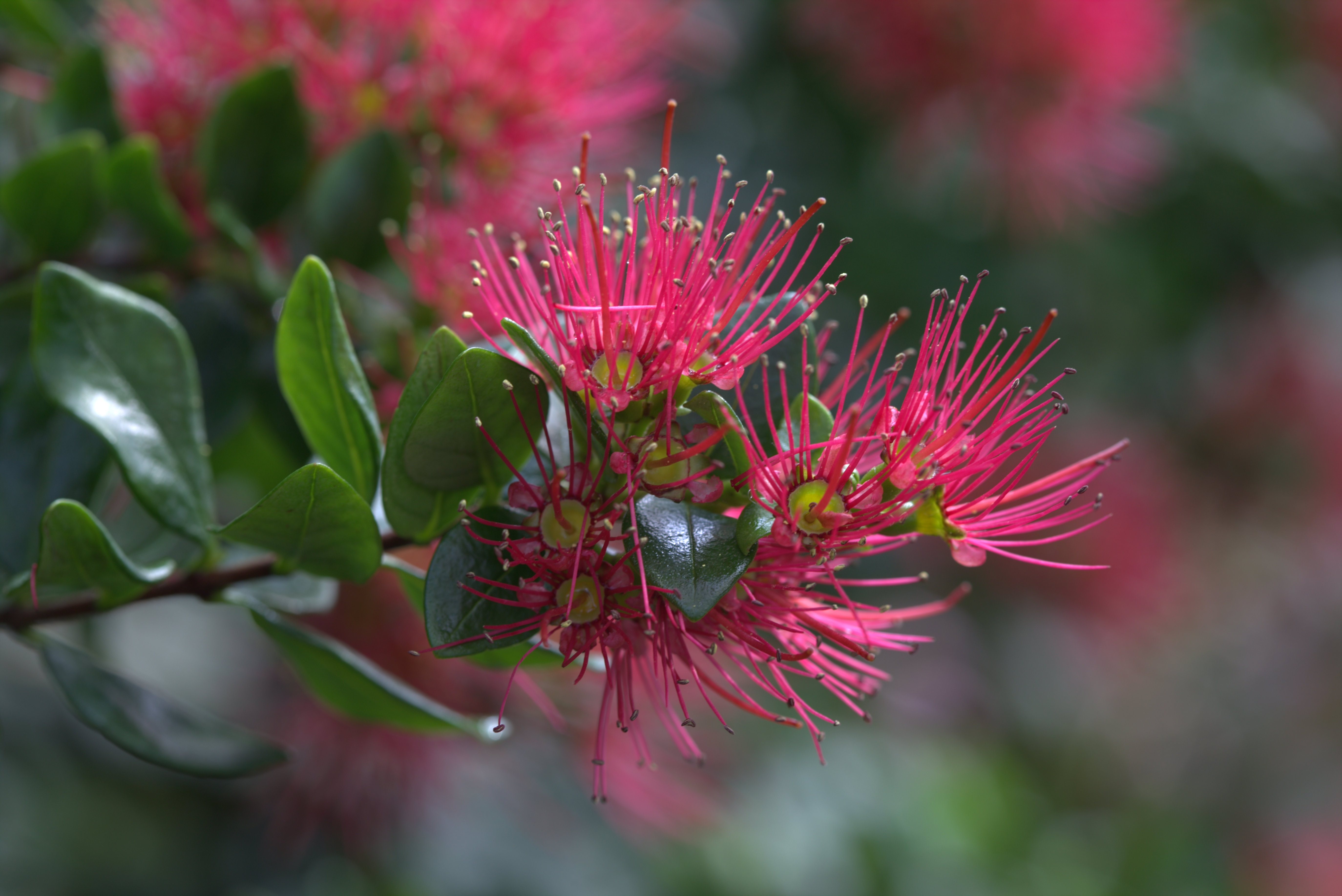
Metrosideros diffusa

Metrosideros (Metrosideros Banks ex Gaertn.) – rodzaj roślin z rodziny mirtowatych. Obejmuje 58 gatunków. Jeden gatunek (M. angustifolia) występuje w Południowej Afryce, jeden (M. polymorpha) na Hawajach, 12 w Nowej Zelandii, 16 na Nowej Kaledonii, reszta rośnie na wyspach Oceanu Spokojnego, na Nowej Gwinei, Filipinach, w Malezji i Chile. Rośliny te występują w lasach, w wielu obszarach odgrywając w nich istotną rolę ekologiczną, często dominując, występując przy tym w różnych warunkach ekologicznych. Niektóre za młodu rosną jako epifity lub generalnie wyróżniają się polimorfizmem, np. występując jako okazałe drzewo w lasach i przybierając krzaczastą formę na siedliskach bagiennych. Niektóre gatunki krzewiaste rosną w wodach płynących. Kwiaty zapylane są przez ptaki, rzadziej przez owady.
Niektóre gatunki, a zwłaszcza pochodzący z Nowej Zelandii metrosideros wyniosły M. excelsa, uprawiane są jako ozdobne. Drzewo to jest roślinnym symbolem miasta A Coruña w Hiszpanii (od starego okazu tam rosnącego). Hawajski M. polymorpha stanowi źródło cenionego drewna i wyróżnia się odpornością na duże stężenia dwutlenku siarki z wyziewów wulkanicznych (w razie potrzeby zamyka aparaty szparkowe).

## Morfologia

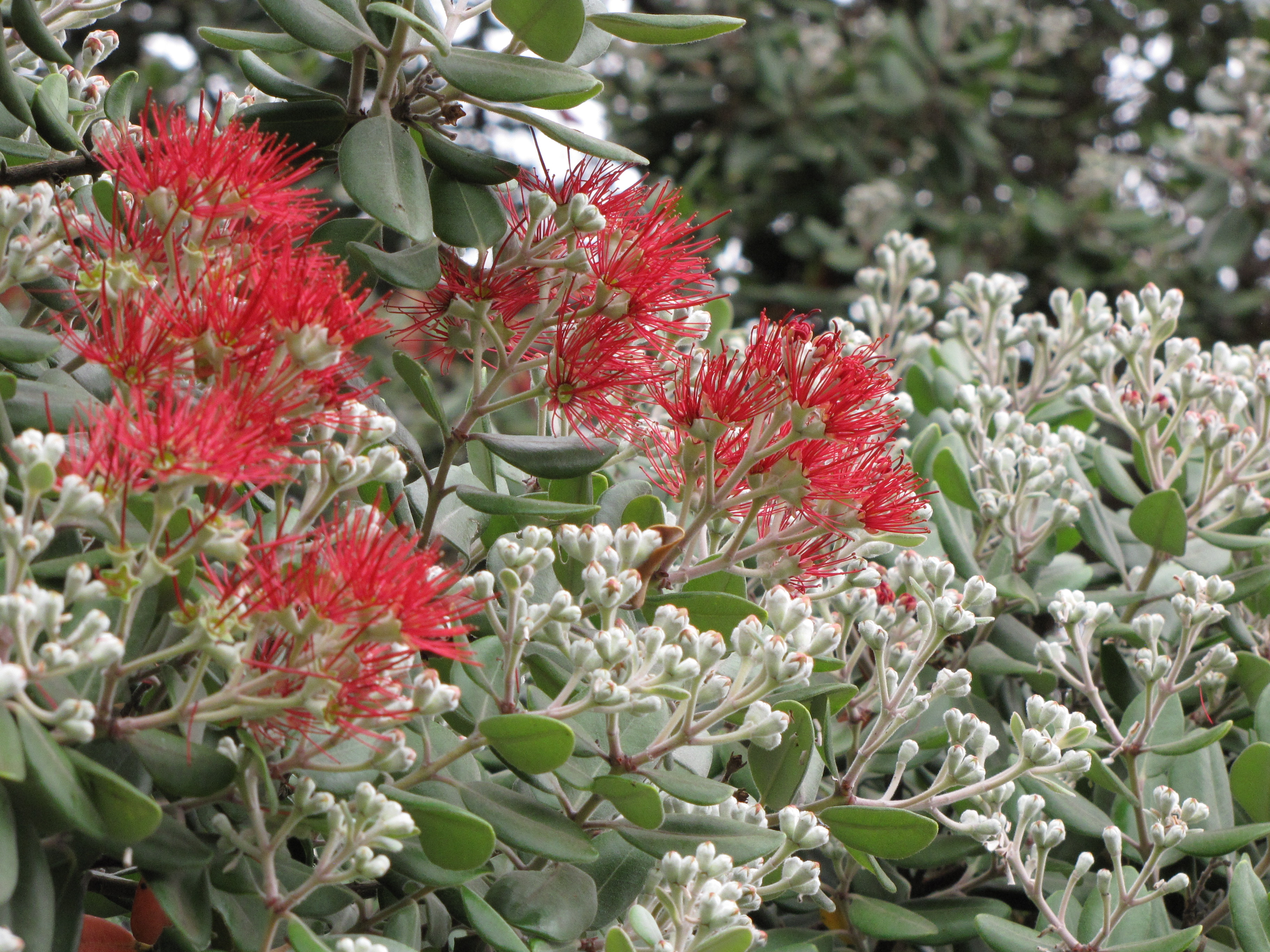
Metrosideros kermadecensis

PokrójDrzewa do 25 m wysokości, krzewy i pnącza.
LiścieZimozielone, naprzeciwległe, pozbawione przylistków, pojedyncze, gruczołowato kropkowane i aromatyczne.
KwiatySkupione na szczytach pędów w gronach i wierzchotkach. Hypancjum obejmuje zalążnię. Działki kielicha w liczbie 5, tylko u dołu są kubeczkowato zrośnięte. Płatki korony w liczbie 5, są rozpostarte, ale drobne. Ozdobą kwiatów i powabnią są liczne i znacznie dłuższe od okwiatu pręciki rozpostarte na wszystkie strony. Dolna lub wpółdolna zalążnia tworzona jest przez trzy owocolistki zawierające liczne zalążki, zwieńczona pojedynczą, nitkowatą szyjką słupka z drobnym znamieniem.
OwoceSkórzaste torebki otwierające się trzema klapami, zawierające liczne, drobne, wrzecionowate nasiona.

## Systematyka
Pozycja systematyczna
Rodzaj z plemienia Metrosidereae, podrodziny Myrtoideae, rodziny mirtowatych (Myrtaceae).
Wykaz gatunków
- Metrosideros albiflora Sol. ex Gaertn.
- Metrosideros angustifolia (L.) Sm.
- Metrosideros arfakensis Gibbs
- Metrosideros bartlettii J.W.Dawson
- Metrosideros boninensis (Hayata ex Koidz.) Tuyama
- Metrosideros brevistylis J.W.Dawson
- Metrosideros cacuminum J.W.Dawson
- Metrosideros carminea W.R.B.Oliv.
- Metrosideros cherrieri J.W.Dawson
- Metrosideros colensoi Hook.f.
- Metrosideros collina (J.R.Forst. & G.Forst.) A.Gray
- Metrosideros cordata (C.T.White & W.D.Francis) J.W.Dawson
- Metrosideros diffusa (G.Forst.) Sm.
- Metrosideros dolichandra Schltr. ex Guillaumin
- Metrosideros elegans (Montrouz.) Beauvis.
- Metrosideros engleriana Schltr.
- Metrosideros excelsa Sol. ex Gaertn. – metrosideros wyniosły
- Metrosideros fulgens Sol. ex Gaertn.
- Metrosideros gregoryi Christoph.
- Metrosideros halconensis (Merr.) J.W.Dawson
- Metrosideros humboldtiana Guillaumin
- Metrosideros kermadecensis W.R.B.Oliv.
- Metrosideros laurifolia Brongn. & Gris
- Metrosideros longipetiolata J.W.Dawson
- Metrosideros macropus Hook. & Arn.
- Metrosideros microphylla (Schltr.) J.W.Dawson
- Metrosideros nervulosa C.Moore & F.Muell.
- Metrosideros nitida Brongn. & Gris
- Metrosideros ochrantha A.C.Sm.
- Metrosideros operculata Labill.
- Metrosideros oreomyrtus Däniker
- Metrosideros ovata (C.T.White) J.W.Dawson
- Metrosideros paniensis J.W.Dawson
- Metrosideros parallelinervis C.T.White
- Metrosideros parkinsonii Buchanan
- Metrosideros patens J.W.Dawson
- Metrosideros perforata (J.R.Forst. & G.Forst.) A.Rich.
- Metrosideros polymorpha Gaudich.
- Metrosideros porphyrea Schltr.
- Metrosideros punctata J.W.Dawson
- Metrosideros ramiflora Lauterb.
- Metrosideros regelii F.Muell.
- Metrosideros robusta A.Cunn.
- Metrosideros rotundifolia J.W.Dawson
- Metrosideros rugosa A.Gray
- Metrosideros salomonensis C.T.White
- Metrosideros sclerocarpa J.W.Dawson
- Metrosideros stipularis (Hook. & Arn.) Hook.f.
- Metrosideros × subtomentosa Carse
- Metrosideros tabwemasanaensis Pillon
- Metrosideros tardiflora (J.W.Dawson) Pillon
- Metrosideros tetragyna J.W.Dawson
- Metrosideros tetrasticha Guillaumin
- Metrosideros tremuloides (A.Heller) Rock
- Metrosideros umbellata Cav.
- Metrosideros vitiensis (A.Gray) Pillon
- Metrosideros waialealae (Rock) Rock
- Metrosideros whitakeri J.W.Dawson
- Metrosideros whiteana J.W.Dawson